# Encarnación
Encarnación er en by i den sydøstlige del af Paraguay, med et indbyggertal (pr. 2002) på cirka 70.000. Byen er hovedstad i departementet Itapúa, og ligger på grænsen til nabolandet Argentina.
Encarnación var fødested for Paraguays tidligere diktator Alfredo Stroessner. 
27°20′S 55°52′V / 27.333°S 55.867°V
- Wikimedia Commons har flere filer relateret til Encarnación